# Нижний Шурочак
Нижний Шурочак — упразднённый посёлок в Новокузнецком районе Кемеровской области. На момент упразднения входил в состав Лысинского сельского совета. Исключен из учётных данных в 1997 году.

## География
Располагался на реке Большой Шурочак, на расстоянии примерно 10 км по прямой к юго-западу от села Лыс.

## Население
| 1970 | 1979 | 1989 |
| ---- | ---- | ---- |
| 162  | ↘65  | ↘4   |